# Entschließung des Europäischen Parlaments zum Gewissen Europas und zum Totalitarismus (2009/2557 (RSP))
Die Entschließung des Europäischen Parlaments vom 2. April 2009 zum Gewissen Europas und zum Totalitarismus (2009/2557 (RSP)) war eine Entschließung des Europäischen Parlaments, in der das Europäische Parlament totalitäre Verbrechen verurteilte und die Anerkennung von „Nationalsozialismus, Stalinismus und faschistischen und kommunistischen Regimen als gemeinsames Erbe“ sowie mehrere Maßnahmen forderte, darunter „eine ehrliche und gründliche Debatte über ihre Verbrechen im vergangenen Jahrhundert“.
Der Entschließung lag der gemeinsame Entschließungsantrag folgender Fraktionen zugrunde: Europäische Volkspartei (EVP), Fraktion der Allianz der Liberalen und Demokraten für Europa, Fraktion Die Grünen/Europäische Freie Allianz, Union für das Europa der Nationen.
533 Abgeordnete stimmten für die Entschließung, 44 dagegen und 33 enthielten sich der Stimme.

## Inhalte
Das Europäische Parlament betonte in der Entschließung unter anderem
- die Wichtigkeit, das Gedenken an die Vergangenheit wach zu halten, da es keine Aussöhnung ohne Wahrheit und Erinnerung geben könne;
- die Bedeutung von Dokumentationen, Augenzeugenberichten  und Schulunterricht für die Erinnerung an und die Aufarbeitung von Verbrechen totalitärer und undemokratischer Regime.

Die Abgeordneten forderten vor diesem Hintergrund unter anderem
- die Errichtung einer Plattform für das Gedächtnis und das Gewissen Europas mit dem Ziel der Kooperation nationaler Forschungsinstituten zur Geschichte des Totalitarismus
- die Errichtung eines gesamteuropäischen Dokumentationszentrums bzw. einer gesamteuropäischen Gedenkstätte für die Opfer aller totalitären Regime;
- die Erklärung des 23. August zum europaweiten Gedenktag an die Opfer aller totalitären und autoritären Regime.[3]

## Vorgeschichte
Der Entschließung des Europäischen Parlaments gingen voraus:
- die Resolution 1481 (2006) des Europarates,
- die Europäische öffentliche Anhörung zu den von totalitären Regimen begangenen Verbrechen im April 2008[4],
- die Prager Erklärung zum Gewissen Europas und zum Kommunismus 2008
- die Europäische öffentliche Anhörung über das europäische Gewissen und die Verbrechen des totalitären Kommunismus: 20 Jahre danach, März 2009[5]
- sowie die Ausrufung des Europäischen Tages des Gedenkens an die Opfer des Stalinismus und des Nationalsozialismus durch das Europäische Parlament im Jahr 2008.

## Resultate
- Im Juli 2009 bekräftigte die Organisation für Sicherheit und Zusammenarbeit in Europa (OSZE) in der Erklärung von Vilnius den Aufruf, „gemeinsam gegen jede totalitäre Herrschaft vor welchem ideologischen Hintergrund auch immer“ Stellung zu beziehen.[6]
- Die Plattform des europäischen Gedächtnisses und Gewissens wurde 2011 als Bildungsprojekt der Europäischen Union auf Initiative der polnischen EU-Ratspräsidentschaft gegründet.